# Ивановское (село, городской округ Клин)
Ивановское — село в Клинском районе Московской области, в составе Нудольского сельского поселения. Население — 6 чел. (2010). До 2006 года Ивановское входило в состав Нудольского сельского округа. В селе сохранилась усадьба Ивановское-Козловское князей Козловских, основанная в 1735 году с домовой церковью Иконы Божией Матери Нерушимая Стена.
Село расположено в южной части района, примерно в 25 км к югу от райцентра Клин, на границе с Истринским, фактически анклав, отделенный Истринским водохранилищем (бывшее русло Нудоли), на западном берегу которого лежит село, высота центра над уровнем моря — 173 м. Ближайший населённый пункт — Родионцево Истринского района.

## Население
| 2002 | 2006 | 2010 |
| ---- | ---- | ---- |
| 0    | →0   | ↗6   |